# لوريس بنيتو
لوريس بنيتو سوتو (بالإسبانية: Loris Benito Souto) (مواليد 7 يناير 1992) هو لاعب كرة قدم سويسري ، يجيد اللعب في مركز الظهير الأيسر ، ويلعب أيضًا كجناح أيسر ولاعب خط وسط دفاعي ، ويلعب حاليًا لنادي يانغ بويز السويسري.

## بطولات وإنجازات اللاعب

### زيورخ
- كأس سويسرا: 2013–2014

### بنفيكا
- الدوري البرتغالي لكرة القدم: 2014–2015
- كأس الدوري البرتغالي: 2014–2015
- كأس السوبر البرتغالي: 2014

## روابط خارجية
- لوريس بنيتو على موقع الاتحاد الدولي (مؤرشف)  (الإنجليزية)
- لوريس بنيتو على موقع الاتحاد الأوربي (الإنجليزية)
- لوريس بنيتو على موقع إي إس بي إن إف سي (الإنجليزية)
- لوريس بنيتو على موقع قاعدة بيانات كرة القدم.إي يو (الإنجليزية)
- لوريس بنيتو على موقع ليكيب (الفرنسية)
- لوريس بنيتو على موقع ناشيونال فوتبول تيمز (الإنجليزية)
- لوريس بنيتو على موقع Soccerbase.com (لاعب) (الإنجليزية)
- لوريس بنيتو على موقع Soccerway.com (الإنجليزية)
- لوريس بنيتو على موقع عالم كرة القدم.نت (الإنجليزية)
- لوريس بنيتو على موقع AS.com (الإسبانية)

- Loris Benito